# Ariaramnes II

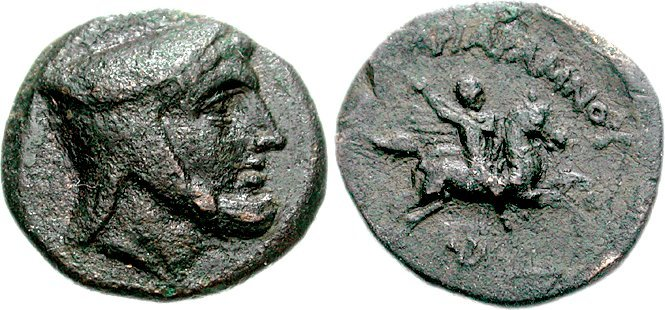
Moneda de Ariamnes, rey de Capadocia.

Ariaramnes II (en griego Ἀριάμνης; reinado 280 a. C.– 262 o 230 a. C.), fue un rey de Capadocia, sucesor de Ariarates II, su padre. Tenía cariño a sus hijos, y compartió su corona con su hijo Ariarates III (262 o 255 a. C.– 220 a. C.) en vida. Fue probablemente el primero que obtuvo la independencia de Capadocia del Imperio seléucida.
| Predecesor: Ariarates II | Rey de Capadocia (bajo soberanía del Imperio seléucida) 280 a. C. - 260/255 a. C. | Sucesor: Ariarates III |